# Маэда, Рёити
Рёити Маэда (яп. 前田 遼一 Маэда Рё:ити, род. 9 октября 1981, Кобе) — японский футболист, выступавший на позиции нападающего.

## Карьера

### Клубная
Учился и играл за младшую и старшую школу Гёсэй. Во время обучения в школе был выбран Джей-лигой и ФАЯ одним из «игроков для развития». Благодаря этому статусу, Маэда смог зарегистрироваться как игрок «Верди Кавасаки» в то время, когда он ещё мог играть за старшую школу. Однако, он так и не сыграл за «Верди» ни одного официального матча.
После окончания старшей школы в 2000 году, Маэда подписал контракт с клубом «Джубило Ивата». Его профессиональный дебют состоялся 3 мая 2000 года в матче чемпионата против «Кавасаки Фронтале». Свой первый профессиональный гол он забил 28 августа 2001 года в матче Кубка лиги против «ДЖЕФ Юнайтед Итихара». В сезоне 2009 он стал лучшим бомбардиром Джей-лиги с 20 голами. В следующем сезоне он снова стал лучшим бомбардиром с 17 голами, но на этот раз ему пришлось разделить это звание с австралийцем Джошуа Кеннеди, забившем такое же количество голов.

### В сборной
Маэда дебютировал за главную команду страны в товарищеском матче со сборной Камеруна 22 августа 2007 года. Свой первый гол за сборную он забил 17 октября 2007 года в товарищеском матче со сборной Египта на стадионе «Нагай» в Осаке. Был основным нападающим на победном для Японии Кубке Азии 2011 в Катаре, где он выходил во всех шести матчах команды в стартовом составе и забил три гола.

## Проклятие Маэды
Начиная с сезона 2007 года, в течение 6 сезонов подряд, каждая команда, когда Маэда забивает свой первый гол в J. Лиге, в конечном итоге вылетала в J. Лигу 2. Это привело к так называемому «проклятии Маэда». Это стало темой широкого общественного разговора в конце 2012 года, когда «Гамба Осака», команда, где он забил свой первый гол в этом сезоне, была в зоне вылета несмотря на то, не занимала позицию ниже, чем 3 в предыдущих 3-х сезонов. В соответствии с «проклятием», Гамба Осака была понижена в J2 после последней игры сезона, в котором они проиграли, как ни странно, «Джубило Ивата» 2-1, когда Маэда забил гол и сделал голевую передачу. Проклятие пришло к концу 2013 года, однако, когда первый гол забил Маэда в сезоне 2013 года, но проиграл «Урава Редс», которая не вылетела.